# Tumbaya megye
Tumbaya egy megye Argentínában, Jujuy tartományban. A megye székhelye Tumbaya.

## Települések
Önkormányzatok és települések (Municipios)
- Purmamarca
- Tumbaya
- Volcán